# Pere Císcar i Llopis
Pere Císcar i Llopis (Bellreguard, la Safor, 1975) és un poeta valencià. Llicenciat en filologia catalana per la Universitat de València, i doctor per la mateixa universitat amb una tesi sobre la poesia de Joan Navarro, treballa com a professor de valencià en un centre d'ensenyament de secundària. Té una plaquette amb vuit poemes, premiada a Mislata: Ara és (de)mà (Ajuntament de Mislata, 2000). Ha publicat els poemaris A plec dispers (Edicions 96, 2009) i Anit sempre (Edicions del Buc, 2017) i poemes en les revistes Albadís, Òxid, Mà d'obra i en l'electrònica Sèriealfa. Ha estat inclòs dins 62 poemes per l'Ovidi (Brosquil, 2008). Ha col·laborat en el catàleg biogràfic d'Evarist Navarro (Ajuntament d'Ontinyent, 2003).